# Paysage archéologique des premières plantations de café du sud-est de Cuba
Le paysage archéologique des premières plantations de café du sud-est de Cuba est une zone du parc national de la Sierra Maestra, dans l'Est de Cuba, reconnue au patrimoine mondial de l'UNESCO en tant que témoignage unique « d'une forme d'exploitation agricole de la forêt vierge, dont les traces ont disparu dans les autres parties du monde », et que « paysage culturel unique, illustrant un stade important de la production caféières dans l'est de Cuba au XIXe et au début du XXe siècle ».

## Histoire
Introduite dans l'île de Saint-Domingue par des colons français au cours du XVIIIe siècle, la production de café se développe à Cuba avec l'arrivée de nombreux propriétaires de plantations français qui fuient le soulèvement des esclaves haïtiens puis les massacres de 1804 après la proclamation d'indépendance. Ils sont rejoints par d'autres colons, principalement français et espagnols, tout au long du XIXe siècle jusqu'à ce que de nouvelles techniques de culture développées en Amérique latine conduisent à la fermeture de la plupart des plantations cubaines, incapables de résister à la concurrence. Le site protégé comprend ainsi les vestiges de 171 plantations de café plus ou moins abandonnées dans les vallées de la sierra Maestra.

## Principaux sites touristiques
- Los Caminos del Café : Casa Dranguet et Parc Archéologique La Fraternidad. La casa Dranguet est un centre d'interprétation du patrimoine lié au café. Elle est située dans le cœur historique de la ville de Santiago de Cuba. Le parc archéologique La Fratenidad propose la découverte de manière vivante de ce patrimoine. https://www.facebook.com/loscaminosdelcafe
- Musée Isabelica, ancienne plantation franco-haïtienne située près de La Gran Piedra à l'Est de Santiago de Cuba.